# Matwei Dawydowitsch Berman

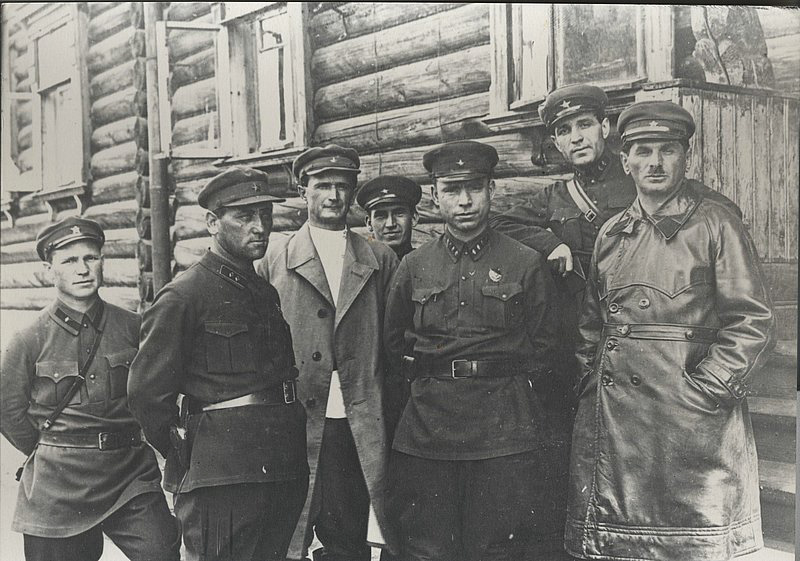
Matwei Berman (Mitte) zusammen mit Frenkel (rechts) und anderen OGPU-Kommissaren während der Bauarbeiten am Weißmeer-Ostsee-Kanal (Juli 1932)

Matwei Dawydowitsch Berman (russisch Матве́й Давы́дович Бе́рман; * 10. April 1889 in Andiranowka, Ujesd Tschita; † 7. März 1939 bei Kommunarka, Oblast Moskau) war ein sowjetischer Geheimdienstmitarbeiter und Leiter des sowjetischen Straflagersystems Gulag von 1932 bis 1937.

## Leben

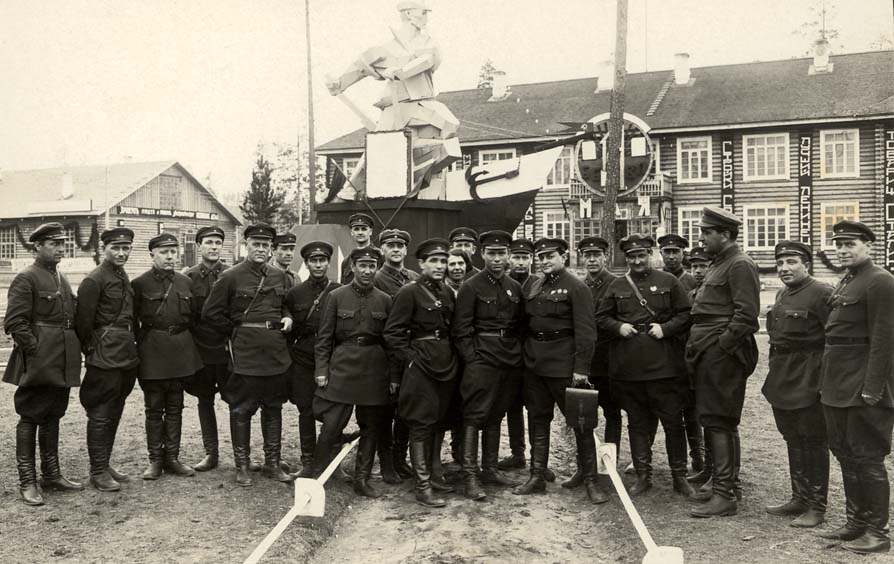
Berman zusammen mit anderen Gulag- und OGPU-Kommandanten am 1. Mai 1934

Matwei Dawydowitsch Berman war Sohn eines jüdischen Kaufmanns, der eine Ziegelei besaß. Er trat in die russische Armee ein und wurde in die Kadettenschule Irkutsk aufgenommen. Danach wurde er als Fähnrich des 25. Reserve-Infanterie-Regiments aus der Armee entlassen.
Berman trat im Juni 1917 den Bolschewiki bei. 1918 trat er in die Rote Armee ein und war zunächst bei Tomsk stationiert. Ab Juni war er in einer Propagandaeinheit tätig. Im August 1918 wechselte er zur Tscheka und wurde Chef der Staatssicherheit in der Stadt Glasow. Von 1923 bis 1924 war er Volkskommissar für Staatssicherheit in der Burjatisch-Mongolischen ASSR. Danach war er bis 1927 Bevollmächtigter der OGPU für Zentralasien. Von Februar 1927 bis zum Oktober 1927 war er der Vorsitzende der OGPU der Usbekischen SSR. Im November 1929 wechselte er zum im Aufbau befindlichen Gulag, wurde 1930 stellvertretender Leiter und knapp zwei Jahre später zum Leiter der Straflagerverwaltung. Nach der Absetzung Genrich Jagodas stieg Berman weiter in der Hierarchie des NKWD auf und wurde nach Nikolai Jeschow stellvertretender Leiter der sowjetischen Staatssicherheit.
Im August 1937 begann jedoch Bermans Abstieg in der Zeit des so genannten Großen Terrors. Am 17. August 1937 verlor er seine hochrangigen Posten und wurde Volkskommissar für das Post- und Fernmeldewesen (kurz Narkompotschtel, russisch Наркомпочтель). Nach Jeschows Absetzung Anfang Dezember 1938 richtete sich der Terror der NKWD gegen dessen ehemalige Gefolgsleute, zu denen auch Berman gehörte. Am 23. Dezember 1938 wurde er auf Veranlassung von Georgi Malenkow aus der KPdSU ausgeschlossen und einen Tag später verhaftet. Er wurde vom Militärkollegium des Obersten Gerichtshofes der UdSSR schuldig gesprochen, eine „rechtstrotzkistische Terroristen- und Sabotageorganisation“ angeführt zu haben und daraufhin am 7. März 1939 bei Kommunarka erschossen.
Am 17. Oktober 1957 wurde Berman juristisch rehabilitiert. Er war der ältere Bruder von Boris Berman.

## Historische Bedeutung
Neben Genrich Jagoda und Naftali Frenkel gehörte Berman zu den Personen, die maßgeblich hinter dem Aufbau des Straflagersystems Gulag in der UdSSR standen. Damit ist Berman mitverantwortlich für das Leid und den Tod unzähliger politischer Gefangener in der UdSSR während der 1930er Jahre. Ein herausragendes Beispiel seiner „Tätigkeit“ waren die Bauarbeiten am Weißmeer-Ostsee-Kanal von 1931 bis 1933. Zusammen mit Jagoda entwarf Berman 1933 zudem eine umfassende Deportationskampagne gegen „sozial schädliche und deklassierte Elemente“ – so der Sprachgebrauch der sowjetischen Behörden. Diese führte unter anderem zur Tragödie von Nasino.